# Самнитские войны
Самни́тские во́йны — серия вооружённых конфликтов между Римской республикой и самнитами.
Укрепившись в Южном Лации, римляне обращают внимание на плодородную область Средней Италии, Кампанию. Стремясь увеличить территорию для предоставления новой земли колонистам, римляне сталкиваются с самнитами, также желающими наложить свои руки на Кампанию. Их борьба за эту область стала причиной первых двух Самнитских войн. Устранение угрозы со стороны самнитов римскому господству в Средней Италии становится главным итогом Третьей Самнитской войны. Таким образом, к началу III в. до н. э. Рим оказывается близок к объединению Апеннинского полуострова в единое государство.

## Первая Самнитская война
В 343 г. до н. э. в Рим прибыло посольство из Капуи, которое искало у римлян защиты от непрекращающихся набегов со стороны воинственных соседей из Самниума. С одной стороны, прямое вмешательство в конфликт нарушило бы договор 354 г. до н. э. между Римом и самнитами; с другой, богатейший торговый город Кампании был для римлян слишком лакомым куском. Выход был найден следующим образом: жители Капуи фактически получали римское гражданство с сохранением внутреннего самоуправления, а в городе был оставлен римский гарнизон. Узнав о произошедшем, самниты тут же демонстративно отправились грабить Кампанию, тем самым вынудив римлян объявить им войну. Итогом войны стало заключение нового договора, согласно которому возобновлялся прежний мир, римляне оставались в Капуе, а самниты — в Теане (Сидици́нском).
Несмотря на то, что основной источник по описываемым событиям, римский историк Тит Ливий даёт описания как минимум трёх сражений, многие исследователи ставят под сомнение приводимые им данные, указывая на многочисленные несообразности в повествовании.

## Вторая Самнитская война
Новая военная кампания вызвана вмешательством самнитов и римлян во внутреннюю борьбу кампанского города Неаполиса. Рим поддержал богатую элиту, а самниты — демократов. В результате предательства знати римляне захватили город и перенесли военные действия на территорию Самнитской федерации. Не обладая опытом ведения боевых действий в горных условиях, римские войска попали в засаду в Кавдинском ущелье (321 г. до н. э.), попавшие в плен римские солдаты подверглись унизительному обряду. Из этого поражения были извлечены уроки, легионы начинают делиться на 30 манипул по 2 центурии (сотни) каждая. Эта реорганизация облегчила ведение боевых действий в гористой Самнии. Длительная борьба завершилась новой победой Рима. Его союзниками становятся сабельские племена и кампанские города. Часть земель кампанцев, вольсков и эквов отходит к Риму.

## Третья Самнитская война
Самниты хотели взять реванш за понесённые поражения и потому присоединились к антиримской коалиции этрусков и галлов. Первоначально коалиция вела успешные боевые действия, но в 295 г. до н. э. при Сентине она потерпела первое крупное поражение, что вынудило этрусков заключить мир, а галлов — отступить к северу. Оставшись в одиночестве, самниты не могли противостоять мощи Рима. К 290 г. до н. э. война закончилось роспуском Самнитской федерации, каждая самнитская община отдельно заключала неравноправный союз с Римом. Создаются римские колонии в Апулии, землях самнитов и Пицене.